# Jean Roy (flibustier)
Pour les articles homonymes, voir Roy et Jean Roy (homonymie).
Jean Roy est un des premiers habitants sucriers de la Martinique. Engagé de la première heure, son activité de flibustier lui a permis d'acquérir de nombreuses concessions et de s'enrichir. Il est nommé officier du Conseil souverain de Martinique le jour de la confirmation de ce dernier le 2 décembre 1675, il en sera le doyen. 

## Biographie
"On ne peut sans étonnement penser à la fortune de cet homme. Il était venu aux îles en qualité d'engagé, dans les premières années que la colonie commença à se former ; il était de Bordeaux, tailleur ou chaussetier de son métier. Le temps de son engagement étant achevé, il se mit à torquer du tabac, et quand la saison de torquer était passée, il travaillait de son métier. Il s'associa avec un autre torqueur, dont il hérita. Quelques années après il fit quelques voyages en course, si heureusement qu'en très peu de temps il se vit en état d'établir une sucrerie et de faire des établissements . Quand j'arrivai à la Martinique, il avait six sucreries où l'on comptait plus de huit cents nègres. Son fils aîné, avec lequel j'étais venu de France, était capitaine de milice, et une de ses filles avait épousé un capitaine de vaisseau de roi.
Mr Jean Roy est mort en 1707, étant pour lors doyen du Conseil, premier capitaine de milice de l'île, et sans contredit le plus ancien habitant. Il était âgé de quatre-vingt-dix ans."
— Jean-Baptiste Labat, Nouveau voyage aux Isles de l'Amérique